# Predlitz-Turrach
Predlitz-Turrach var en kommun  i distriktet Murau i förbundslandet Steiermark i Österrike. Den blev den 1 januari 2015 en del av den nybildade kommunen Stadl-Predlitz.
Kommunen bestod av tre orter (Ortschaften) (inom parentes invånarantal 1 januari 2024):
- Einach (230)
- Predlitz (353)
- Turrach (121)